# Chapelle Notre-Dame-de-la-Paix de Sremski Karlovci
La chapelle Notre-Dame-de-la-Paix de Sremski Karlovci (en serbe cyrillique : Капела Госпе од Мира ; en serbe latin : Kapela Gospe od Mira), également connue sous le nom de chapelle de la Paix, est située à Sremski Karlovci en Serbie, dans la province de Voïvodine. Elle commémore la signature du traité de Karlowitz qui, en 1699, mit fin à la cinquième guerre austro-turque. La chapelle est inscrite sur la liste des sites mémoriels d'importance exceptionnelle de la république de Serbie.

## Histoire
Le 26 janvier 1699, après 16 ans de guerre, un traité de paix fut signé entre la Sainte-Ligue (Autriche, Pologne, république de Venise, Russie) et l'Empire ottoman. En vertu de ce traité, chacun des belligérants avait le droit de conserver les territoires occupés au moment de la signature ; de cette manière, l'Autriche reçut le Banat hongrois, la Slavonie et la partie de la Syrmie située au nord d'une ligne Slankamen-Morović.
Pour abriter les négociations, une salle en bois a été construite, où l'on a également signé le traité. Les délégués ottomans suggérèrent que soit édifiée sur le site une « simple construction en bois destinée à devenir un sanctuaire ou une église pour la plus grande gloire de Dieu et pour remercier Dieu qui, dans la bonté de son cœur, permettait que cette paix fût conclue » ; ce souhait fut approuvé par les autres délégations et, ainsi, une première église en bois sortit de terre à quelques mètres de la salle du traité. En 1710, elle fut remplacée par une église plus monumentale, consacrée en 1720, la chapelle de la Paix, qui disposait de quatre entrées en souvenir des quatre belligérants de la deuxième guerre austro-turque,.
Au début du XIXe siècle, cette chapelle, devenue vétuste, fut démolie et un nouvel édifice fut construit en 1817. L'ensemble a été restauré en 1855, 1884, 1923 et 1948.

## Statut légal
La chapelle dépend à la fois de la paroisse catholique romaine de Sremski Karlovci, qui relève du diocèse catholique de Syrmie, et de l'Institut régional pour la protection des monuments culturels de Novi Sad (en serbe : Pokrajinski zavod za zaštitu spomenika kulture Novi Sad), ce qui marque sa double vocation cultuelle et mémorielle.